# Peter Färber
Peter Färber (* 16. Oktober 1922 in Mistelbach; † 10. August 2009 in Bayreuth) war ein deutscher Kommunalpolitiker (Bayreuther Gemeinschaft).

## Leben
Peter Färber legte sein Abitur am Gymnasium Christian-Ernestinum in Bayreuth ab und studierte anschließend Englisch, Französisch und Philosophie. Im Zweiten Weltkrieg geriet er in US-amerikanische Kriegsgefangenschaft und war in Frankreich interniert. Nachdem er zunächst in Coburg als Gymnasiallehrer wirkte, kehrte er an seine alte Schule zurück. Dort war er bis zu seiner Pensionierung Lehrer für Französisch, Studiendirektor und stellvertretender Schulleiter. 1966 wurde er in den Stadtrat von Bayreuth gewählt, dem er bis 1996 angehörte. Von 1972 bis 1996 war er stellvertretender Bürgermeister. Als Vertreter der Bayreuther Gemeinschaft war er außerdem von 1978 bis 1996 deren stellvertretender Fraktionsvorsitzender.
Färber engagierte sich vor allem für die Städtepartnerschaft zwischen Bayreuth und der französischen Stadt Annecy, die er mit in die Wege leitete. Für seine Verdienste um die deutsch-französische Freundschaft wurde er zum Ritter der Ehrenlegion und zum Ehrenbürger von Annecy ernannt. Ihm wurde zudem 1968 der Goldene Ehrenring und 1996 die Ehrenbürgerschaft der Stadt Bayreuth verliehen. 1987 erhielt er das Bundesverdienstkreuz am Bande.
Färber verstarb am 10. August 2009 nach längerer Krankheit. 2011 vergab die Stadt Annecy erstmals den Peter-Färber-Preis für Verdienste um die Städtepartnerschaft. Im Juni 2023 wurde Färber in Bayreuth mit der Benennung des Peter-Färber-Wegs geehrt.